# GG 잭슨

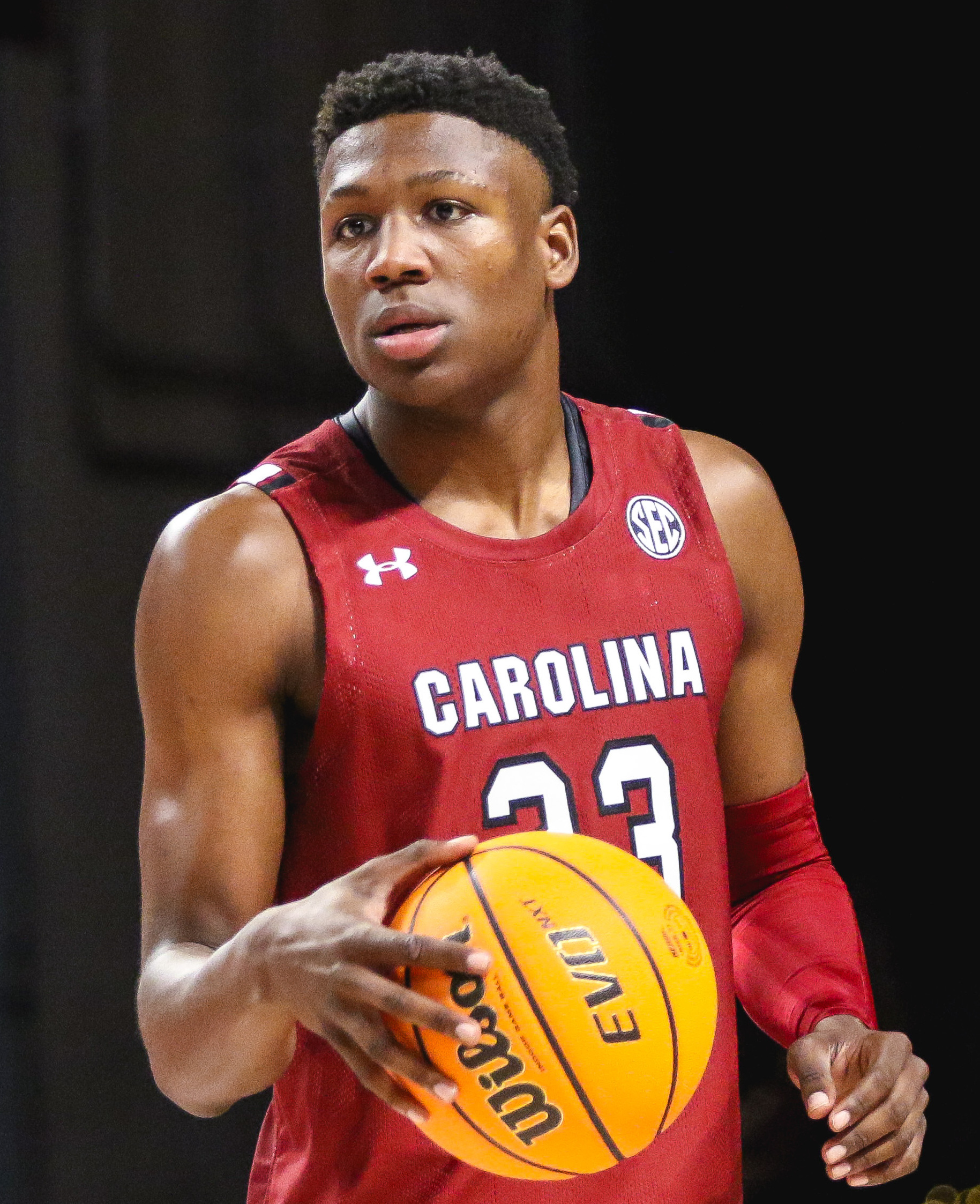

GG 잭슨(GG Jackson, 본명: 그레고리 "GG" 잭슨 2세, Gregory "GG" Jackson II, 2004년 12월 17일 ~ )는 전미 농구 협회(NBA) 소속 멤피스 그리즐리스의 미국 프로 농구 선수이다. 그는 사우스이스턴 콘퍼런스(SEC)의 사우스캐롤라이나 게임콕스(South Carolina Gamecocks)에서 대학 농구를 했다.

## 어린 시절과 고등학교
잭슨은 사우스캐롤라이나주 컬럼비아 (사우스캐롤라이나주)에서 자랐으며 리지 뷰 고등학교에 다녔다. 2학년 때 그는 리지뷰(Ridge View)가 사우스캐롤라이나 클래스 5A 스테이트 챔피언십(South Carolina Class 5A State Championship)에서 우승하면서 평균 15.8득점과 10리바운드를 기록했다. 잭슨은 경기당 평균 22.1득점, 10.9리바운드, 2.3블록을 기록하고 주니어 시즌에 포틀랜드를 두 번째 연속 주립 타이틀로 이끈 후 사우스 캐롤라이나 농구 게토레이 올해의 선수로 선정되었다.

### 리크루트
잭슨은 별 5성급 신입 선수로 평가되었으며 2023년 모집 클래스에서 합의된 최고의 대학 유망주였다. 처음에는 아번, 듀크, 조지타운 및 사우스캐롤라이나의 제안을 고려한 후 주니어 시즌이 끝난 직후 노스캐롤라이나(UNC)에서 대학 농구를 하기로 약속했다. 잭슨은 나중에 UNC에서 탈퇴하여 2003년 J.R. 스미스 이후 첫 번째 선수가 되었다. 그는 궁극적으로 2022년 클래스로 재분류되어 사우스 캐롤라이나에 등록했다. 잭슨의 헌신은 그를 학교 역사상 가장 높은 순위의 신병으로 만들었다.

## 대학 경력
잭슨은 게임콕스의 선발 파워 포워드로 사우스 캐롤라이나에서 신입생 시즌을 시작했다. 그는 통산 첫 두 경기에서 평균 15 득점 9 리바운드를 기록한 후 시즌 첫 주 동안 사우스이스턴 콘퍼런스(SEC) 금주의 신입생으로 선정되었다. 잭슨은 테네시에게 8타수 0안타를 기록하고 85-42로 패하며 무득점을 기록한 후 벤치에 앉았다. 다음 경기에서 그는 켄터키를 상대로 71-68 승리를 거두며 벤치에서 16점을 득점했다. 잭슨은 경기당 15.4득점을 기록하며 게임콕스의 득점 선두로 시즌을 마쳤으며 26블록과 24도루로 팀을 이끌었다. 시즌이 끝난 후 그는 2023년 NBA 드래프트에 참가했다.

## 전문 경력
잭슨은 2023년 NBA 드래프트 2라운드에서 전체 45순위로 멤피스 그리즐리스에 선발되었고, 이후 2023년 NBA 서머 리그 팀에 합류했다. 2023년 8월 31일, 그는 그리즐리스와 양방향 계약을 체결하여 NBA G 리그 계열사인 멤피스 허슬과 시간을 나누었다.
2023-24 시즌 동안 그리즐리스 선수단의 광범위한 부상으로 인해 팀은 잭슨을 허슬에서 리콜했다. 2024년 2월 8일, 잭슨은 시카고 불스에게 118-110으로 패하는 동안 당시 통산 최고 득점인 27득점을 기록했고, 이로 인해 그리즐리스는 다음날 잭슨과 4년 계약을 체결했다. 3월 10일, 잭슨은 오클라호마시티 썬더를 상대로 그리즐리스의 선발 데뷔전을 치렀고, 124-93으로 패하며 30득점을 기록했다. 3월 20일, 잭슨은 골든스테이트 워리어스에게 137-116으로 패하며 7개의 3점슛으로 35득점을 기록해 NBA 역사상 한 경기에서 7개의 3점슛을 성공시킨 최연소 선수가 되었다. 잭슨은 지난 4월 14일 정규시즌 피날레에서 덴버 너기츠에게 111-126으로 패하며 통산 최다인 44득점, 12리바운드를 기록하며 NBA 역사상 한 경기에서 40득점 10리바운드를 기록한 최연소 선수가 됐다. 그의 44득점은 또한 그리즐리스 프랜차이즈 역사상 신인 최다 득점 기록을 세웠다.